# Жан-Мішель Сама Луконде
Жан-Мішель Сама Луконде (4 серпня 1977 , Париж ) — державний і політичний діяч Демократичної Республіки Конго (ДР Конго). Родом із провінції Катанга, призначений прем'єр-міністром ДР Конго 15 лютого 2021. 12 квітня 2021 року оголосив про формування свого уряду. Член партії «Майбутнє Конго».

## Біографія
Народився 4 серпня 1977 року в Парижі, за освітою інженер. Був названий наступним прем'єр-міністром країни президентом Феліксом Чісекеді у лютому 2021.
До свого призначення був генеральним директором компанії «Gécamines», однією з найбільших гірничодобувних компаній в Африці та найбільшою в ДР Конго. Обіймав цю посаду з червня 2019.
Раніше був заступником генерального адміністратора Société nationale des chemins de fer du Congo.
Жан-Мішель Сама Луконде був одним із наймолодших депутатів у Національній асамблеї ДР Конго, а також міністром спорту та молоді під час президентства Жозефа Кабіли.
У лютому 2021 року Чисекеді призначив його прем'єр-міністром. Пізніше він оголосив склад свого кабінету. 20 лютого 2024 року Луконде оголосив про відставку кабінету
після того, як він вирішив стати парламентером Національної асамблеї від території Касенга, здобувши місце на загальних виборах у грудні 2023 р. 